# Boutaresse
La Boutaresse est une rivière française, du département de la Lozère, en France, et un affluent du Chapeauroux en rive droite, donc un sous-affluent de la Loire, par l'Allier.

## Géographie
De 12,2 km de longueur